# Новоабдуллино
Новоабду́ллино (рос. Новоабдуллино, башк. Яңы Абдулла) — присілок у складі Чишминського району Башкортостану, Росія. Входить до складу Кара-Якуповської сільської ради.
Населення — 108 осіб (2010; 113 у 2002).
Національний склад:
- башкири — 56 %
- татари — 36 %